# Determinismo tecnológico
El Determinismo tecnológico responde a la creencia según la cual la tecnología es capaz, por ella misma, de incidir de manera directa en el desarrollo socioeconómico de un grupo o en un determinado contexto social. Esta teoría coloca la tecnología en el eje central de los motivos por los que se producen cambios sociales en el transcurso de la Historia, por lo cual la considera el factor determinante de progreso y desarrollo social.
El padre de esta teoría fue Thorstein Veblen, a principios del siglo XX, aunque muchos han sido sus seguidores con el paso de las décadas, entre los que destacan Thorstein Veblen, Jacques Ellul, John Kenneth Galbraith, Martin Heidegger, Marshall McLuhan o Theodore J. Kaczynski, entre otros. El materialismo dialéctico de Karl Marx, ya había señalado como la tecnología determinada el modo de producción y este incidía directamente en la estructura social.
La noción del determinimismo tecnológico propone que la tecnología determina, condiciona o establece el direccionamiento de la sociedad, su organización y hasta sus valores culturales. Lo cual, explicado desde el enfoque tecnorelativista, sugiere que la tecnología es un riesgo fundamental para la sociedad y que a través de la dirección de esta es que vamos construyendo nuestro propio destino, es decir, estamos condicionados por las construcciones tecnológicas que nos rodean desde el momento en que nacemos.
La tecnología especialmente los medios son la esencia de la vida civilizada. Forman el pensamiento de los indicios (cómo sienten, actúan, organizan y operan). 
Las formas dominantes de los medios dados en cualquier tiempo dentro de la sociedad forman y determinan los sentidos de los humanos y crean la base para la organización social y la vida colectiva.

## Explicación
Las opiniones deterministas en clave tecnológica giran alrededor de dos ideas fundamentales: 
a) Que el desarrollo de la tecnología en sí sigue una trayectoria predecible, que se remonta en gran medida fuera de la influencia cultural y política.
b) Que la tecnología en sí tiene “efectos” inherentes en las sociedades contemporáneas, en lugar de socialmente condicionado o producidos por la sociedad que se organiza para apoyar y seguir desarrollando una tecnología una vez que se ha introducido en el mercado.
En vez de considerar la tecnología como parte de un espectro más amplio de la actividad humana, el determinismo tecnológico ve la tecnología como la base de toda actividad humana. De este modo, los seguidores de esta corriente, consideran que ciertas tecnologías acaban afectando y condicionando a todos los ámbitos sociales: las instituciones, las formas de interacción, el imaginario cultural e, incluso, las cosmovisiones. Algunas innovaciones tecnológicas se interpretan, entonces, como fuentes de transformaciones sociales radicales o revolucionarias. Algunos de los ejemplos históricos más conocidos en este tipo de narrativas son: el estribo y la sociedad feudal; la máquina de vapor y la sociedad industrial; o los microprocesadores y la llamada sociedad de la información. 
La perspectiva determinista se caracteriza por considerar la relación entre tecnología y sociedad como unidireccional: mientras que la evolución de la sociedad (en sus aspectos económicos, políticos o culturales) es consecuencia del desarrollo tecnológico —está, pues, determinada por él—, la tecnología sigue un curso particular de acuerdo con sus propias leyes. Se considera, en este caso, como si la tecnología se desarrollase en un ámbito externo al medio social: como una especie de factor exógeno con una dinámica propia.
Esa tendencia que se ha extendido hasta la actualidad y parece vivir su máximo esplendor en torno a las tecnologías de la información y la comunicación (TIC). La supuesta existencia de leyes en el desarrollo tecnológico de las TIC refuerza la idea de que estamos ante un proceso básicamente autónomo, en el sentido de que se produce al margen de cualquier voluntad explícita. El desarrollo tecnológico parece seguir, de esta forma, pautas similares a los fenómenos físicos y naturales que se rigen por leyes impermeables a nuestros deseos o intenciones y con absoluta independencia de los avatares de la vida social.

## Dos enfoques deterministas
Hay que distinguir a efectos analíticos entre dos tesis, la autonomía de la tecnología y el determinismo tecnológico (DT).
Autonomía de la tecnología defiende que la tecnología sigue su propio camino independientemente de la intervención humana o social, pudiendo desarrollarse de forma incontrolada. Autores como Jacques Ellul o John Kenneth, afirman que la tecnología sigue sus propias leyes, caracterizándose con una lógica particular que siempre acaba imponiéndose a cualquier intento de control humano, y enfatizando en el avance imparable del desarrollo tecnológico. El concepto de autonomía de la tecnología expone la inutilidad de las barreras de cualquier orden (sociales, políticas, institucionales, culturales...) en el desarrollo de la innovación tecnológica, porque acaban siempre imponiéndose de cualquier forma efectiva por encima de cualquier restricción. 2*Bruce Bimber (1996) distingue tres interpretaciones de DT, la normativa, la nomológica y la de “consecuencias imprevistas”, señalando dos condiciones importantes que deben cumplirse:
a) Que el cambio social sea determinado causalmente por fenómenos o leyes anteriores.
b) Que la lógica de estas leyes dependa necesariamente de características de la tecnología o que éstas sean su vehículo, relegando a los agentes humanos en el papel del cambio.
Determinismo tecnológico. La propuesta del DT asocia los cambios sociales a las innovaciones tecnológicas, considerando que es el desarrollo tecnológico el que condiciona el cambio y la estructura social. No ha pasado desapercibido en las últimas décadas los impactos resultantes de las tecnologías en el ámbito social, siendo necesario la creación de una disciplina que implica a los organismos gubernamentales como árbitros analíticos de dichos impactos. Un ejemplo de organismos fue el, creado en el 1972 por el Gobierno de los Estados Unidos, el Office of Technology Assessment como órgano consultivo del Gobierno.
Según Robert L. Heilbroner la conquista técnica de la naturaleza sigue una línea de avance, siendo necesariamente pasar primero por unos estadios primarios tecnológicos para llegar a otros. Esta perspectiva asume que el desarrollo tecnológico dispone de una lógica interna que va mejorando la eficiencia de los artefactos técnicos en cada innovación, haciéndolos más eficientes. El factor eficiencia es considerado como un valor indiscutible e independiente de cualquier consideración social o valorativa.

## Determinismo"rígido"y determinismo"blando"
A través del estudio al determinismo, y debido a la flexibilidad del concepto mismo, Daniel Chandler (1995) define el término dentro de dos niveles: el determinismo "blando", que apela a una convivencia entre el libre albedrío y el determinismo en un mismo contexto; mientras que, en el determinismo rígido, no cabe posibilidad de encontrar estos dos términos relacionados, pues solo puede prevalecer uno sobre el otro. 

El determinismo "blando", como su nombre lo indica, es una mirada pasiva a la manera en que la tecnología interactúa con situaciones socio-políticas propias de un contexto. Este tipo de determinismo se liga al hecho de que la tecnología es la fuerza que guía nuestra evolución como sociedad, pero, a su vez, sustenta que como seres humanos tenemos la posibilidad de tomar decisiones de acuerdo al desarrollo de las situaciones. No es una postura que declare la existencia del libre albedrío absoluto sobre los efectos de la tecnología, sino que deja abierta la probabilidad de tener agencia sobre ellos, en donde "la presencia de una tecnología particular, es un factor habilitador y facilitador" Chandler (1995).  
Por otro lado, al hablar de determinismo "rígido", se hace referencia al desarrollo tecnológico independiente a los procesos socioculturales que puedan modificar y afectar su curso. Este término apela a la idea de que la tecnología es capaz de generar una serie de poderosas fuerzas que actúan y regulan la actividad social e, incluso, su significado. Este concepto le atribuye una autonomía a la tecnología, que es capaz de transformar el contexto desde las prácticas de los seres que lo habitan. 

## Cuestionamiento al determinismo tecnológico
En la actualidad la perspectiva constructivista cuestiona el pensamiento determinista,o considerando efectos y causas como una secuencia ineludiblemente consecutiva y numérica. No está demostrado que la aparición de una innovación tecnológica determine la aparición de otra. En cuanto a los efectos siempre serán relativos según estén marcados por las diferentes configuraciones sociales y culturales

## Determinismo tecnológico popular
Se denomina determinismo tecnológico popular al que aparece reflejado en muchas proclamas sobre el progreso científico y técnico dirigido al gran público desde los medios de comunicación.[cita requerida] Dentro de este determinismo existen dos corrientes, una optimista o cientifista, que considera que está bien que no haya control externo sobre el desarrollo de la investigación científica y técnica, siendo esta la mejor manera de garantizar el bienestar humano. El control de la ciencia es visto como una intromisión que coarta la libertad y que conduce al control cultural y económico. La versión pesimista ve en este descontrol el inicio del camino al desastre.
En el determinismo tecnológico popular podemos diferenciar dos posturas, la de Jacques Ellul que considera que la tecnología, al menos en su fase actual, es intrínsecamente ingobernable y sigue sus propias leyes. La otra postura es la de Langdon Winner que observa que hemos permitido que las instancias que deberían gobernar y controlar la tecnología, no lo hayan hecho. Es nuestra actitud pasiva, nuestro sonambulismo voluntario, nuestras prisas irreflexivas propiciadas por la rapidez de los cambios, que hemos permitido que la tecnología fluya sin control popular, o bajo el control de una minoría fuertemente comprometida con el propio sistema tecnológico. Ambas versiones comparten el imperativo tecnológico: si algo es técnicamente posible, entonces terminará por realizarse.

## El modelo lineal de desarrollo tecnológico
La perspectiva determinista se caracteriza por considerar la relación entre tecnología y sociedad como unidireccional: mientras que la evolución de la sociedad (en sus aspectos económicos, políticos o culturales) es consecuencia del desarrollo tecnológico –está, pues, determinada por él– , la tecnología sigue un curso particular de acuerdo a sus propias leyes. Parece, además, como si la tecnología se desarrollara inicialmente en un ámbito externo al medio social: es un factor exógeno cuya dinámica propia no resulta afectada, en lo esencial, por el medio social.
Esta visión tradicional ha propiciado también una particular forma de entender la historia de la tecnología. Su rasgo distintivo es la estrategia de situar distintas innovaciones técnicas en una secuencia cronológica lineal de desarrollo. Algunas historias de la informática, por ejemplo, sitúan en una misma secuencia el ábaco chino, las calculadoras mecánicas, las tabuladoras y, por último, los ordenadores digitales. Es muy fácil encontrar secuencias como ésta –con representaciones gráficas muy llamativas– en cualquier ámbito tecnológico.
El desarrollo tecnológico se entiende así como una sucesión de invenciones o innovaciones en las que cada eslabón conduce casi necesariamente –o naturalmente– al siguiente y donde cada artefacto parece haber sido diseñado con el objetivo de llegar a la situación actual, mediante aproximaciones sucesivas.
Uno de los deterministas tecnológicos más célebres es, sin duda, Robert L. Heilbroner. Este economista afirma que el desarrollo tecnológico sigue una secuencia fija, y que cualquier sociedad que progrese, tarde o temprano deberá seguirla. En una de sus obras sostiene:
"Creo que existe una secuencia de este tipo: que el molino de vapor sigue el molino manual no por casualidad, sino porque es el siguiente "paso" en la conquista técnica de la naturaleza que sigue una y sólo una gran vía de adelanto: En otras palabras, creo que es imposible pasar a la era del molino de vapor sin haber pasado por la era del molino manual y que, a su vez, no podemos pasar a la era de la central hidroeléctrica sin haber dominado el molino de vapor ni en la era de la energía nuclear sin haber pasado por la de la electricidad." Heilbroner, Robert L. (1997). "¿Son las máquinas el motor de la historia? ". A: M. R. Smith; L. Marx (eds.). Historia y determinismo tecnológico.
Cuando se postulan este tipo de secuencias se suele identificar su propia lógica (como lógica interna del desarrollo tecnológico) con la mejora de la eficiencia de los artefactos. Se considera que cada innovación en un ámbito específico produce un artefacto más eficiente que sus predecesores, es decir, que desempeña su función con mayor eficacia, menos consumo energético o menos efectos no deseados. La eficiencia, como motor interno de la innovación tecnológica, se interpreta, por lo demás, como un factor puramente técnico (o científico) universal, objetivo e independiente de cualquier consideración social o valorativa.

## Críticas
Tanto el determinismo tecnológico como la tesis de la tecnología autónoma han sido fuertemente cuestionadas en las últimas décadas – especialmente desde los estudios sociales de la ciencia y la tecnología (science and technology studies).
En primer lugar, el término impacto sugiere un proceso bastante mecanicista en el que causas y efectos se enlazan automáticamente mediante relaciones simples. El estudio de casos históricos concretos, sin embargo, no avala en nada este extremo. No existe, por ejemplo, un vínculo directo e inmediato entre la máquina de vapor y la Revolución Industrial: las relaciones entre ambos fenómenos son muy complejas y se extendieron durante, al menos, un siglo –el tiempo durante el cual las antiguas ruedas hidráulicas convivieron con las nuevas máquinas de vapor.
En segundo lugar, los impactos son claramente relativos a su contexto social e histórico. Una misma tecnología tiene efectos muy distintos y se desarrolla de forma distinta en configuraciones sociales y culturales diversas. Por ejemplo, los efectos magnificados de la imprenta o de la pólvora en Europa fueron muy distintos a los que se produjeron en China. Esta misma relatividad cultural en los efectos ha sido demostrada para innovaciones clásicas tan significativas como el estribo, la rueda o la brújula, aunque existen también numerosos estudios sobre innovaciones más modernas o contemporáneas.
Ante la evidencia proporcionada por un gran número de casos estudiados, en diferentes áreas de la tecnología y en diferentes períodos históricos y contextos sociales, se han esgrimido argumentos contundentes contra los diversos aspectos del determinismo y ha ganado credibilidad la idea de que, lejos de desarrollarse de forma autónoma, el cambio tecnológico está configurado por fuerzas y agentes sociales de distintos tipos.
Desde esta perspectiva las tecnologías son un producto de su circunstancia, es decir, reflejan el medio social en el que son creadas: “Se dice, a veces, que tenemos a los políticos que nos merecemos. Pero si esto es cierto, también tenemos las tecnologías que nos merecemos. Nuestras tecnologías son reflejo de nuestras sociedades. Reproducen y encarnan complejos entramados de factores profesionales, técnicos, económicos y políticos. [...] Las tecnologías siempre implican compromisos. Política, economía, teorías sobre la resistencia de los materiales, nociones sobre lo bello o útil, preferencias, prejuicios o habilidades profesionales, herramientas de diseño, materias primas disponibles, teorías sobre el comportamiento del medio ambiente –todos estos elementos se introducen en el crisol cuando se diseña o construye un artefacto".